# Sturmpanzer I

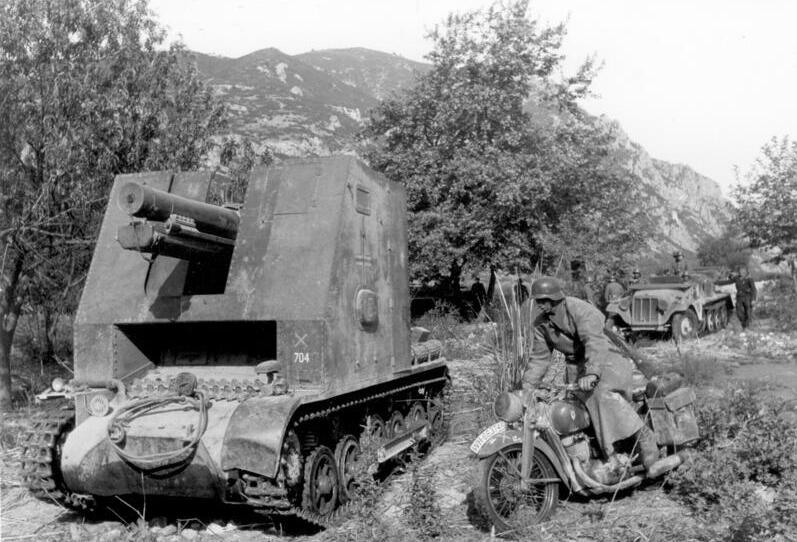
Sturmpanzer I в Греції

Штурмпанцер I Бізон (нім. Sturmpanzer I Bison, 15 cm sIG 33 (Sf) auf Panzerkampfwagen I Ausf B ohne Aufbau) — самохідна артилерійська установка на шасі Pz.I Ausf.B . Одна з перших САУ вермахту, Sturmpanzer I була створена в кінці 1939 — на початку 1940 року. З Panzer I демонтували башту, а на даху бойового відділення на сталевих опорах встановлювалася, разом з лафетом, колесами і броньовим щитком, 150-мм піхотна гаубиця sIG33. Вся установка захищалася 4-мм броньовою рубкою, відкритої зверху і з корми. У лютому 1940 року було переобладнано 38 САУ цього типу фірмою «Alkett», вперше використані в 1940 році під час Французької кампанії. Установка виявилася перевантаженою і мала схильність до перекидання через велику висоту, але попри це користувалася спочатку популярністю через високу вогневу міць. Надалі Sturmpanzer I використовувалися також в Балканській кампанії і на Східному фронті. Надалі гармати sIG 33 встановлювалися на більш вантажопідйомні шасі танків Panzer II (Sturmpanzer II) і Panzerkampfwagen 38 (т) (Grille)